# Los Puertos de Santa Bárbara
Los Puertos de Santa Bárbara es una   diputación del municipio de Cartagena de la comunidad autónoma de Murcia en España. Se encuentra al oeste del centro de la ciudad, está considerada como diputación del Área Periurbana y limita al oeste con Mazarrón y Fuente Álamo de Murcia, al este con Perín, al sur con el mar Mediterráneo y al norte con Campo Nubla y La Magdalena.

## Distrito Cartagena Oeste
Canteras pertenece al Distrito 1 o Distrito Cartagena Oeste, que también comprende las diputaciones de: 
- Canteras
- Los Puertos
- Perín
- La Magdalena
- Campo Nubla

## Geografía
El territorio de esta diputación se encuentra a una distancia media de 16 km de la capital municipal y se configura al SO como una alargada franja que discurre ensanchándose desde el interior del territorio municipal hasta el mar. 
Las vías principales que atraviesan esta diputación son la que desde Cartagena conducen al Puerto de Mazarrón, la CN-332 y las MU-6802 y MU-6095, que discurren por un terreno muy accidentado. 
Su topografía está jalonada de norte a sur por el Cabezo Blanco (269 m), la Morra de Tallante (449 m), el Cabezo de Masajarte (478 m), el Morro del Carreón (469 m), el Cabezo de la Panadera (370 m) y el Cabezo del Horno (287 m), con numerosos barrancos y ramblas, entre las que destaca la del Cañar. 
El litoral que abarca esta diputación se conoce como Isla Plana y se desarrolla entre las playas del Mojón y la de La Calera, una zona de enorme atracción turística que en verano acoge a una gran población principalmente en Isla Plana y el Camping de Los Madriles.

## Historia
Hay registro de paso humano en territorios de esta diputación desde el Paleolítico. Del Paleolítico Superior hay yacimientos como la cueva del Caballo y en la cueva de la Higuera. Del Neolítico se han hallado pinturas rupestres de nuevo, en la cueva de la Higuera, próxima a Isla Plana.
Las primeras citas a este territorio las encontraremos en el año 1559 con motivo de las roturaciones efectuadas en el Campillo de La Azohía y en la Fuente del Cañar, esta última frecuentemente citada durante todo el siglo, así como los boles de pesca en Isla Plana. En el año 1576 se constata la existencia de guardas de la costa en Isla Plana, especialmente en las épocas de buen tiempo, para dar aviso de la proximidad de piratas y berberiscos. 
En el año 1715 figura, con motivo del reparto de la sal, entre las 17 diputaciones que componen el término municipal junto con la de Campo Nubla, e igualmente en el censo de Floridablanca en el año 1787. 
La importancia de esta diputación queda de manifiesto cuando el 16 de julio de 1887 quedó firmado el contrato, entre el consejo de administración de la Sociedad Aguas de Santa Bárbara y el gerente de una sociedad constructora catalana, para la traída y conducción de las agua iluminadas en dicha diputación. 
Existían desde el siglo XIX en Isla Plana, al borde del mar, los Baños Termales de la Marrana, a cuyas aguas templadas procedentes de filtraciones de los veneros del Cabezo del Horno se le atribuían poderes curativos y allí acudían los carros a caballo con enfermos que buscaban su curación. A mediados de los años cincuenta del siglo siguiente cayó en el abandono y dejó de utilizarse, pero en el año 1999 fue declarado Bien de Interés Cultural (BIC). En la actualidad se está restaurando como yacimiento arqueológico, ya que en su interior todavía pueden apreciarse algunas de la antiguas bañeras y en el exterior parte del edificio de acceso. 
Según el censo de población de 1930 tiene esta diputación 2.264 habitantes de derecho y 2.250 de hecho. Pertenece al 9.º distrito y está dividida en cinco barrios con los siguientes caseríos y parajes: Isla Plana, Cuesta Blanca, Venta del Señorito, Los Grillos, Los Albañiles, Los Cañavates, Los Martínez, Los Teresas, Los Bullas, Los Pérez, El Esparrillar, Valdelentisco, El Cañal, Los Musolinas, Cabo Tiñoso, Los Álamos, Casas de la Ermita, Los Cienzales, Los García, Los Gurrepes, Los Madriles, Los Sánchez, Los Marines y Los Marineros. 
A finales del siglo XX la zona comenzó a atraer turismo de sol y playa, principalmente en las poblaciones de La Azohía e Isla Plana. En la actualidad, la actividad turística está asentada como la principal fuente de empleo e ingresos de la diputación.

## Demografía
El padrón municipal de 2016 asigna a la diputación 1.430 habitantes (451 extranjeros), repartidos en los siguientes núcleos de población: El Cañar (14); El Mojón (287); Ermita de Santa Bárbara (diseminado) (71); Isla Plana (497); Isla Plana (diseminado) (63); Los Álamos (31); Los Cañavates (47); Los Teresas (23); Los Fuentes (11); Los Madriles (74); Los Pérez de Arriba (25); Los Puches (29); Los Puertos de Santa Bárbara (94); Los Puertos de Santa Bárbara (diseminado) (36); Valdelentisco (29); Venta del Señorito (99).

## Festividades
Las fiestas de esta diputación son Isla Plana, 10 a 18 de agosto y 16 de julio; Puertos de Santa Bárbara de Arriba del 6 al 14 de julio y el 1 de diciembre, y Puertos de Santa Bárbara de Abajo del 23 de agosto al 1 de septiembre.